# 차르 (영화)
차르(Tsar)는 러시아 연방에서 제작된 파벨 룽긴 감독의 2009년 드라마 영화이다. 표트르 마모노프 등이 주연으로 출연하였고 파벨 룽긴 등이 제작에 참여하였다.

## 출연

### 주연
- 표트르 마모노프
- 올레그 얀코브스키

### 조연
- 아나스타샤 돈초바
- 알렉세이 마카로프
- 아르티옴 마주노브